# توف (أفاتار)
توف بيفونغ (بالصينية: 北方拓芙) (بالإنجليزية: Toph Beifong) هي شخصية خيالية من مسلسلي الرسوم المتحركة من نكلوديون أفاتار: أسطورة آنج وأسطورة كورا، وقد قامت بالأداء الصوتي لها في المسلسل الأصلي جيسي فلاور وقامت كيت هيغينز وفليس سامبلر بالأداء الصوتي في المسلسل التالي.
توف معروفة بأنها مسخرة أرض موهوبة وبارعة. فهي لديها القدرة على «تسخير» أو التحكم الأرض الصلبة. في المسلسل، هي الابنة الوحيدة لعائلة بيفونغ الغنية، والتي شعارها خنزير مجنح. ومع مرور الوقت في المسلسل، تتعلم توف تسخير المعادن وتسخير الرمال. توف عمياء منذ ولادتها ولديها قدرات تسخير أرض واسعة النطاق، والذي يسمح لها بالإحساس بالحركات حولها باستخدام الاهتزازات (المستقبلات الميكانيكية). تسافر مع آنغ بصفتها معلمة له ومع أصدقائه.

## وصلات خارجية
- توف بيفونغ في قاعدة بيانات الأفلام على الإنترنت
- توف بيفونغ على موقع نيك.